# Vide-c
Vide-c (titre original : C-Chute) est une nouvelle d'Isaac Asimov, parue d'abord dans Galaxy en 1951. Elle a été traduite en français pour la première fois en 1957 dans la revue Galaxie sous le titre Sept hommes dans l'espace. Elle a ensuite été intégrée dans le recueil de nouvelles L'amour, vous connaissez ? (Nightfall and Other Stories), paru en 1970, dans une nouvelle traduction et sous le titre Vide-c. Elle a ensuite été intégrée dans l'anthologie  Enfers et paradis de l'espace, premier volume de la collection Marginal des éditions OPTA paru en 1973, dans une troisième traduction et sous le titre Le Mal du pays. 

## Résumé
Les Humains sont en guerre avec les Kloros pour des questions de droits miniers. Sept hommes – le vieux colonel Windham ; Porter ; Leblanc ; les jumeaux Polyorkétès ; Mullen, petit comptable maigrichon émigré sur Arcturus ; et Stuart, un ex-prisonnier des Kloros doté de mains prosthétiques – assistent impuissants à la prise de leur navire. Un des jumeaux sort imprudemment et est tué. Deux Kloros prennent les commandes ; le navire est rempli de chlore pour leur respiration, ce qui confine les Humains dans une pièce unique.
Partagés entre colère et résignation, les Humains ne voient aucune solution, jusqu'à ce que Mullen fasse remarquer qu'on peut passer par la glissière-C, la « trappe à cadavres » du navire, puis par les dangereuses tuyères à vapeur (il a appris tout cela à l'occasion d'une étude de jouets promotionnels pour sa société). Après un âpre débat, Mullen se porte volontaire. Il sort du navire avec l'aide des autres, rampe sur la coque, force une tuyère et parvient, difficilement, à surprendre et tuer les Kloros.
Quelques heures après, Mullen entre dans le poste de navigation où Stuart applique ses notions de pilotage. Stuart est cynique depuis que, à la suite d'un accident, les Kloros lui ont fabriqué ses prothèses qu'il abhorre : aussi avoue-t-il ne pas comprendre le fol héroïsme de Mullen. Mullen commence par dire à Stuart qu'il aurait peut-être voulu prouver sa valeur malgré ses 152 centimètres, bien plus lourds à porter que les prothèses de Stuart ; mais en fait… c'était pour enfin revoir la Terre. Oui, Mullen a agi poussé par le « mal du pays ».